# Pedro Troglio
Pedro Antonio Troglio (Luján, Buenos Aires, 28 de julio de 1965) es un exfutbolista y entrenador argentino que jugaba como mediocampista. Actualmente dirige a Banfield.

## Trayectoria

### Como jugador
Empezó jugando en River Plate desde 1983 a 1988. Estuvo alternando partidos en el plantel que lo ganó todo en 1986: el título de Primera División, Copa Libertadores 1986 y la Copa Intercontinental. No obstante, él explotó como jugador a partir de 1987, cuando se volvió titular habitual en River. 
En el extranjero, jugó en 1988 en Verona, después en Lazio en 1989 y Ascoli en 1991, todos equipos del fútbol italiano y en 1994 en el Fukuoka de Japón.
De regreso en su país natal, Troglio jugó para Club de Gimnasia y Esgrima La Plata y finalmente para Villa Dálmine, un equipo de la Primera "C", donde convirtió el gol que le dio el campeonato a su equipo y culminó su carrera. También marcó un gol de chilena que le dio el triunfo a Villa Dálmine sobre Argentino de Merlo, el 27 de octubre de 2002, por el que fue tapa del diario deportivo Olé.

### Como entrenador

#### Inicios
Una vez retirado como jugador en Villa Dálmine de la localidad de Campana, Troglio se convirtió en director técnico. Su primera experiencia la hizo en Godoy Cruz de Mendoza en la Primera B Nacional,pero a mitad de la temporada dejó ese club para convertirse en el director técnico de Gimnasia y Esgrima de La Plata en marzo de 2005.

#### Gimnasia (LP)
En marzo de 2005, fue confirmado como entrenador de Gimnasia (LP) y reemplazó a Carlos Ischia.La temporada siguiente Gimnasia peleó los Torneos Apertura y Clausura, finalizando segundo y quinto, respectivamente, siendo además el subcampeón de la Temporada y quedando un punto por debajo de la mejor campaña histórica del club.A modo de homenaje, en junio de 2006, la camiseta que utilizó en su etapa profesional en Gimnasia, la número 21, fue retirada por esta institución, siendo este el primer número retirado de un club del fútbol argentino.
Durante la temporada 2006-07, Troglio cayó por 7-0 ante Estudiantes y sufrió la peor derrota del Tripero en un Clásico platense.Luego de una serie de malos resultados, dejó su cargo el 3 de abril del 2007.

#### Independiente
El 4 de junio de 2007, asumió la dirección técnica de Independiente.En el Torneo Apertura 2007 el Rojo fue puntero gran parte del torneo, pero en las últimas fechas no pudo sostenerse y finalizó noveno.En el Torneo Clausura 2008, el club tuvo un flojo comienzo, determinante para que en abril de 2008 presentara su renuncia.

#### Cerro Porteño
En agosto del mismo año se vincula a Cerro Porteño de Paraguay en reemplazo de su compatriota Osvaldo Ardiles.Al siguiente semestre, en 2009, se consagra Campeón del Torneo Apertura, llevando al equipo de Barrio Obrero a la obtención del 28.º título de su historia. El entrenador, tras consumarse el logro, se mostró visiblemente emocionado, al borde del llanto, debido a que se trató de su primer campeonato de Primera División que alcanzó como director técnico.

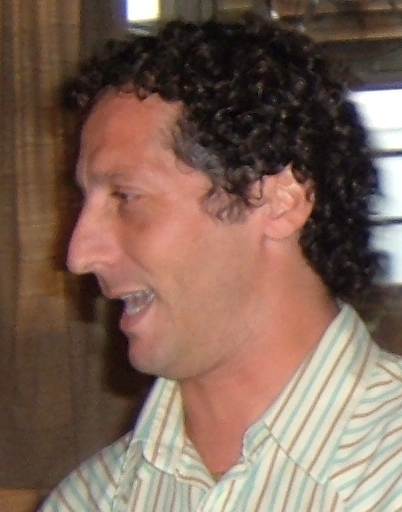
Pedro Troglio en la entrega de premios 2006 en AMEBS La Plata.

Luego en diciembre de 2009 firma contrato con Cerro Porteño, pero antes de las fiestas navideñas llegan llamados de Gimnasia y Esgrima de La Plata para que sea el nuevo DT del Lobo, Troglio dijo que le hubiera encantado pero ha decidido mantener su compromiso con Cerro Porteño.
Al año siguiente, con el club eliminado rápidamente de la Copa Libertadores y ya pensando en el Torneo Apertura es puntero por casi 20 fechas, pero una inexplicable baja de rendimiento da como consecuencia la pérdida del título que quedó a manos de Guaraní.El 27 de mayo de 2010, dejó su cargo en el club paraguayo.

#### Argentinos Juniors
El 31 de mayo, llega un acuerdo con Argentinos Juniors, último campeón argentino para dirigirlo.El 19 de septiembre de 2011, presenta su renuncia producto de los malos resultados.

#### Nueva etapa en Gimnasia (LP)
En octubre de 2011, inició su segunda etapa en Gimnasia en reemplazo de Osvaldo Ingrao.En la temporada 2012-13, obtuvo el ascenso a la máxima categoría con tres fechas de anticipación luego de vencer a Instituto por 2-0.En su vuelta a Primera, el equipo platense fue líder varias jornadas del Torneo Final 2014, aunque terminó en el quinto lugar luego de dos derrotas en los últimos tres partidos.De igual manera, clasificó a la Copa Sudamericana donde quedó eliminado por Estudiantes en la primera fase.
El 15 de marzo de 2016, fue despedido de su cargo luego de perder el Clásico platense por 3-0.

#### Tigre
El 2 de abril de 2016 asume como nuevo director técnico de Tigre. Luego de la derrota que sufrió su equipo ante Gimnasia (LP), presentó su renuncia en marzo de 2017.

#### Universitario
El 22 de marzo de 2017, fue anunciado como entrenador de Universitario.En su primera temporada, clasificó a la primera fase de la Copa Libertadores 2018 donde quedó eliminado ante Oriente Petrolero por el gol de visitante.El 29 de abril de 2018, dejó su cargo en el club peruano para ser el técnico de Gimnasia (LP).

#### Tercera etapa en Gimnasia (LP)
El 11 de mayo de 2018, inició su tercera etapa en Gimnasia (LP).En noviembre del mismo año, alcanzó la final de la Copa Argentina luego de vencer a River Plate en los penales.Sin embargo, perdió el encuentro decisivo ante Rosario Central en la tanda de penaltis.El 19 de febrero de 2019, dejó su cargo de mutuo acuerdo con la dirigencia tras una serie de malos resultados que ubicaron al club cerca de los puestos de descenso.

#### Olimpia
El 14 de junio de 2019, fue anunciado como entrenador del Olimpia y sustituyó al uruguayo Manuel Keosseián.En diciembre de 2021, hizo historia en el fútbol hondureño al consagrarse tetracampeón luego de ganar todos los títulos disputados desde el Apertura 2019 hasta el Apertura 2021.El 29 de diciembre de 2021, anunció que dejaba el cargo para asumir como técnico de San Lorenzo.

#### San Lorenzo
El 29 de diciembre de 2021, regresó a su país para dirigir a San Lorenzo de Almagro y reemplazó a los interinos Diego Monarriz y José Di Leo.El 13 de abril de 2022, renunció a su cargo después de quedar eliminado de la Copa Argentina 2022 por penales ante Racing de Córdoba.En este paso consiguió 1 victoria, 5 empates y 4 derrotas, donde dejó al club de Boedo en el décimo puesto en su grupo de la Copa de la Liga Profesional 2022.

#### Segundo ciclo en Olimpia
El 15 de junio de 2022, comenzó su segunda etapa en Olimpia.Unos meses más tarde, obtuvo su primer título internacional como entrenador luego de vencer al Alajuelense en la final de la Liga Concacaf.En diciembre de 2023, se convirtió en el técnico más ganador de la historia del fútbol hondureño al conseguir su séptimo título local.En mayo del 2024, logró su segundo tetracampeonato con el club después de vencer al Marathón en la final.El 25 de diciembre, el club hondureño oficializó su salida en sus redes sociales.

#### Instituto
El 26 de diciembre de 2024, fue presentado como entrenador de Instituto y firmó un contrato por una temporada. Sin embargo, el 8 de abril de 2025, fue relevado de sus funciones después de una serie de malos resultados.

#### Banfield
El 29 de abril de 2025, asumió al frente de Banfield.

## Selección nacional
Formó parte del combinado argentino que fue subcampeón del Torneo Preolímpico Sudamericano de 1988 y ganó la clasificación a los Juegos Olímpicos de Seúl 1988, pero finalmente no integró el equipo olímpico que viajó al evento internacional.
Posteriormente fue internacional con la selección absoluta, para la que jugó 21 partidos oficiales y anotó 2 goles.  
Disputó la Copa América 1989.
Estuvo en el plantel de la Selección Argentina en la Copa Mundial de Fútbol de 1990 y en cuartos de final contra Yugoslavia durante la definición a penales, estrelló el balón contra el vertical derecho. Además anotó un gol de cabeza frente a Unión Soviética en primera fase victoria de 2-0 para los albicelestes. Fue subcampeón del mundo.
Tras la derrota 0-5 frente a Colombia en 1993, se rumoreó sobre su posible vuelta a la selección, incluso se habló de una convocatoria para el amistoso frente a Brasil en marzo de 1994, pero finalmente fue descartado de los planes por el director técnico Alfio Basile.[cita requerida]

### Participaciones en Copas del Mundo
| Mundial           | Sede   | Resultado  | Partidos | Goles |
| ----------------- | ------ | ---------- | -------- | ----- |
| Copa Mundial 1990 | Italia | Subcampeón | 6        | 1     |

## Clubes y estadísticas

### Como jugador
| Club                        | País      | Año       |
| --------------------------- | --------- | --------- |
| River Plate                 | Argentina | 1983–1988 |
| Hellas Verona               | Italia    | 1988–1989 |
| Lazio                       | Italia    | 1989–1991 |
| Ascoli                      | Italia    | 1991–1994 |
| Fukuoka                     | Japón     | 1994–1996 |
| Gimnasia y Esgrima La Plata | Argentina | 1997–2002 |
| Villa Dálmine               | Argentina | 2002-2003 |

### Como entrenador
| Equipo                       | Div.                | Temporada           | Liga  | Liga | Liga | Liga | Liga |       | Copa | Copa | Copa | Copa  |    | Internacional | Internacional | Internacional | Internacional | Internacional |   | Otros | Otros | Otros | Otros |     | Totales     | Totales | Totales | Totales | Totales | Totales | Totales | Totales | Totales |
| Equipo                       | Div.                | Temporada           | Part. | G    | E    | P    | Pos. | Part. | G    | E    | P    | Part. | G  | E             | P             | Pos.          | Part.         | G             | E | P     | Part. | G     | E     | P   | Rendimiento | GF      | GC      | Dif.    | Puntos  |         |         |         |         |
| ---------------------------- | ------------------- | ------------------- | ----- | ---- | ---- | ---- | ---- | ----- | ---- | ---- | ---- | ----- | -- | ------------- | ------------- | ------------- | ------------- | ------------- | - | ----- | ----- | ----- | ----- | --- | ----------- | ------- | ------- | ------- | ------- | ------- | ------- | ------- | ------- |
| Godoy Cruz Argentina         | 2.ª                 | 2003-04             | 24    | 9    | 8    | 7    | 5.º  | -     | -    | -    | -    | -     | -  | -             | -             | -             | 2             | 1             | 0 | 1     | 26    | 10    | 8     | 8   | 48.72%      | 30      | 32      | -2      | 38      |         |         |         |         |
| Godoy Cruz Argentina         | 2.ª                 | 2004-05             | 12    | 2    | 4    | 6    | Inc. | -     | -    | -    | -    | -     | -  | -             | -             | -             | -             | -             | - | -     | 12    | 2     | 4     | 6   | 27.78%      | 12      | 20      | -8      | 10      |         |         |         |         |
| Godoy Cruz Argentina         | Total               | Total               | 36    | 11   | 12   | 13   | -    | -     | -    | -    | -    | -     | -  | -             | -             | -             | 2             | 1             | 0 | 1     | 38    | 12    | 12    | 14  | 42.11%      | 42      | 52      | -10     | 48      |         |         |         |         |
| Gimnasia LP Argentina        | 1.ª                 | 2004-05             | 13    | 7    | 2    | 4    | 10.º | -     | -    | -    | -    | -     | -  | -             | -             | -             | -             | -             | - | -     | 13    | 7     | 2     | 4   | 58.98%      | 19      | 16      | +3      | 23      |         |         |         |         |
| Gimnasia LP Argentina        | 1.ª                 | 2005-06             | 38    | 20   | 9    | 9    | 2.º  | -     | -    | -    | -    | -     | -  | -             | -             | -             | -             | -             | - | -     | 38    | 20    | 9     | 9   | 60.52%      | 59      | 41      | +18     | 69      |         |         |         |         |
| Gimnasia LP Argentina        | 1.ª                 | 2006-07             | 26    | 9    | 4    | 13   | Inc. | -     | -    | -    | -    | 8     | 2  | 1             | 5             | Inc.          | -             | -             | - | -     | 34    | 11    | 5     | 18  | 37.25%      | 38      | 70      | -32     | 38      |         |         |         |         |
| Independiente Argentina      | 1.ª                 | 2007-08             | 26    | 11   | 5    | 10   | Inc. | -     | -    | -    | -    | -     | -  | -             | -             | -             | -             | -             | - | -     | 26    | 11    | 5     | 10  | 48.72%      | 43      | 31      | +12     | 38      |         |         |         |         |
| Independiente Argentina      | Total               | Total               | 26    | 11   | 5    | 10   | -    | -     | -    | -    | -    | -     | -  | -             | -             | -             | -             | -             | - | -     | 26    | 11    | 5     | 10  | 48.72%      | 43      | 31      | +12     | 38      |         |         |         |         |
| Cerro Porteño Paraguay       | 1.ª                 | 2008-C              | 21    | 10   | 7    | 4    | 3.º  | -     | -    | -    | -    | -     | -  | -             | -             | -             | -             | -             | - | -     | 21    | 10    | 7     | 4   | 58.73%      | 31      | 21      | +10     | 37      |         |         |         |         |
| Cerro Porteño Paraguay       | 1.ª                 | 2009-A              | 22    | 14   | 4    | 4    | 1.º  | -     | -    | -    | -    | -     | -  | -             | -             | -             | -             | -             | - | -     | 22    | 14    | 4     | 4   | 69.7%       | 24      | 11      | +13     | 46      |         |         |         |         |
| Cerro Porteño Paraguay       | 1.ª                 | 2009-C              | 22    | 9    | 8    | 5    | 6.º  | -     | -    | -    | -    | 8     | 5  | 0             | 3             | 1/2           | -             | -             | - | -     | 30    | 14    | 8     | 8   | 55.56%      | 41      | 34      | +7      | 50      |         |         |         |         |
| Cerro Porteño Paraguay       | 1.ª                 | 2010-A              | 22    | 14   | 3    | 5    | 2.º  | -     | -    | -    | -    | 6     | 0  | 2             | 4             | FG            | -             | -             | - | -     | 28    | 14    | 5     | 9   | 55.95%      | 40      | 30      | +10     | 47      |         |         |         |         |
| Cerro Porteño Paraguay       | Total               | Total               | 87    | 49   | 16   | 22   | -    | -     | -    | -    | -    | 14    | 5  | 2             | 7             | -             | -             | -             | - | -     | 101   | 54    | 18    | 29  | 59.41%      | 140     | 93      | +47     | 180     |         |         |         |         |
| Argentinos Juniors Argentina | 1.ª                 | 2010-11             | 38    | 13   | 15   | 10   | 7.º  | -     | -    | -    | -    | 8     | 2  | 2             | 4             | FG            | -             | -             | - | -     | 46    | 15    | 17    | 14  | 44.93%      | 48      | 44      | +4      | 62      |         |         |         |         |
| Argentinos Juniors Argentina | 1.ª                 | 2011-12             | 7     | 0    | 4    | 3    | Inc. | -     | -    | -    | -    | 2     | 0  | 1             | 1             | 2.ªF          | -             | -             | - | -     | 9     | 0     | 5     | 4   | 18.52%      | 6       | 17      | -11     | 5       |         |         |         |         |
| Argentinos Juniors Argentina | Total               | Total               | 45    | 13   | 19   | 13   | -    | -     | -    | -    | -    | 10    | 2  | 3             | 5             | -             | -             | -             | - | -     | 55    | 15    | 22    | 18  | 40.6%       | 54      | 61      | -7      | 67      |         |         |         |         |
| Gimnasia LP Argentina        | 2.ª                 | 2011-12             | 29    | 12   | 10   | 7    | 9.º  | 2     | 1    | 1    | 0    | -     | -  | -             | -             | -             | -             | -             | - | -     | 31    | 13    | 11    | 7   | 53.77%      | 32      | 24      | +8      | 50      |         |         |         |         |
| Gimnasia LP Argentina        | 2.ª                 | 2012-13             | 38    | 21   | 10   | 7    | 2.º  | 2     | 1    | 1    | 0    | -     | -  | -             | -             | -             | -             | -             | - | -     | 40    | 22    | 11    | 7   | 64.17%      | 56      | 25      | +31     | 77      |         |         |         |         |
| Gimnasia LP Argentina        | 1.ª                 | 2013-14             | 38    | 15   | 12   | 11   | 7.º  | 1     | 0    | 1    | 0    | -     | -  | -             | -             | -             | -             | -             | - | -     | 39    | 15    | 13    | 11  | 49.57%      | 45      | 43      | +2      | 58      |         |         |         |         |
| Gimnasia LP Argentina        | 1.ª                 | 2014                | 19    | 6    | 6    | 7    | 14.º | -     | -    | -    | -    | 2     | 0  | 1             | 1             | 2.ªF          | -             | -             | - | -     | 21    | 6     | 7     | 8   | 39.68%      | 16      | 16      | +0      | 25      |         |         |         |         |
| Gimnasia LP Argentina        | 1.ª                 | 2015                | 30    | 12   | 8    | 10   | 12.º | 3     | 1    | 1    | 1    | -     | -  | -             | -             | -             | 3             | 1             | 0 | 2     | 36    | 14    | 9     | 13  | 47.22%      | 49      | 43      | +6      | 51      |         |         |         |         |
| Gimnasia LP Argentina        | 1.ª                 | 2016                | 7     | 3    | 1    | 3    | Inc. | -     | -    | -    | -    | -     | -  | -             | -             | -             | -             | -             | - | -     | 7     | 3     | 1     | 3   | 47.62%      | 8       | 10      | -2      | 10      |         |         |         |         |
| Tigre Argentina              | 1.ª                 | 2016                | 8     | 4    | 2    | 2    | 15.º | 1     | 0    | 1    | 0    | -     | -  | -             | -             | -             | -             | -             | - | -     | 9     | 4     | 3     | 2   | 55.55%      | 10      | 5       | +5      | 15      |         |         |         |         |
| Tigre Argentina              | 1.ª                 | 2016-17             | 16    | 4    | 6    | 6    | Inc. | -     | -    | -    | -    | -     | -  | -             | -             | -             | -             | -             | - | -     | 16    | 4     | 6     | 6   | 37.5%       | 19      | 20      | -1      | 18      |         |         |         |         |
| Tigre Argentina              | Total               | Total               | 24    | 8    | 8    | 8    | -    | 1     | 0    | 1    | 0    | -     | -  | -             | -             | -             | -             | -             | - | -     | 25    | 8     | 9     | 8   | 44%         | 29      | 25      | +4      | 33      |         |         |         |         |
| Universitario · Perú         | 1.ª                 | 2017                | 36    | 20   | 9    | 7    | 4.º  | -     | -    | -    | -    | -     | -  | -             | -             | -             | -             | -             | - | -     | 36    | 20    | 9     | 7   | 63.89%      | 63      | 40      | +23     | 69      |         |         |         |         |
| Universitario · Perú         | 1.ª                 | 2018                | 14    | 2    | 7    | 5    | 8.º  | -     | -    | -    | -    | 2     | 1  | 0             | 1             | 1.ªF          | -             | -             | - | -     | 16    | 3     | 7     | 6   | 33.33%      | 19      | 24      | -5      | 16      |         |         |         |         |
| Universitario · Perú         | Total               | Total               | 50    | 22   | 16   | 12   | -    | -     | -    | -    | -    | 2     | 1  | 0             | 1             | -             | -             | -             | - | -     | 52    | 23    | 16    | 13  | 54.49%      | 82      | 64      | +18     | 85      |         |         |         |         |
| Gimnasia LP Argentina        | 1.ª                 | 2018-19             | 19    | 5    | 3    | 11   | Inc. | 6     | 3    | 3    | 0    | -     | -  | -             | -             | -             | -             | -             | - | -     | 25    | 8     | 6     | 11  | 40%         | 22      | 32      | -10     | 30      |         |         |         |         |
| Gimnasia LP Argentina        | Total               | Total               | 257   | 110  | 65   | 82   | -    | 14    | 6    | 7    | 1    | 10    | 2  | 2             | 6             | -             | 3             | 1             | 0 | 2     | 284   | 119   | 74    | 91  | 50.59%      | 344     | 320     | +24     | 431     |         |         |         |         |
| Olimpia Honduras             | 1.ª                 | 2019-A              | 22    | 17   | 2    | 3    | 1.º  | -     | -    | -    | -    | 6     | 3  | 1             | 2             | 1/2           | -             | -             | - | -     | 28    | 20    | 3     | 5   | 75%         | 56      | 20      | +36     | 63      |         |         |         |         |
| Olimpia Honduras             | 1.ª                 | 2020-C              | 13    | 6    | 4    | 3    | Null | -     | -    | -    | -    | 5     | 1  | 2             | 2             | 1/2           | -             | -             | - | -     | 18    | 7     | 6     | 5   | 50%         | 32      | 24      | +8      | 27      |         |         |         |         |
| Olimpia Honduras             | 1.ª                 | 2020-A              | 22    | 15   | 6    | 1    | 1.º  | -     | -    | -    | -    | 3     | 2  | 1             | 0             | 1/2           | -             | -             | - | -     | 25    | 17    | 7     | 1   | 77.33%      | 49      | 13      | +36     | 58      |         |         |         |         |
| Olimpia Honduras             | 1.ª                 | 2021-C              | 20    | 14   | 4    | 2    | 1.º  | -     | -    | -    | -    | 2     | 1  | 0             | 1             | 1/8           | -             | -             | - | -     | 22    | 15    | 4     | 3   | 74.24%      | 39      | 14      | +25     | 49      |         |         |         |         |
| Olimpia Honduras             | 1.ª                 | 2021-A              | 24    | 14   | 5    | 5    | 1.º  | -     | -    | -    | -    | 1     | 1  | 0             | 0             | Null          | -             | -             | - | -     | 25    | 15    | 5     | 5   | 66.67%      | 50      | 17      | +33     | 50      |         |         |         |         |
| San Lorenzo Argentina        | 1.ª                 | 2022                | -     | -    | -    | -    | -    | 10    | 1    | 5    | 4    | -     | -  | -             | -             | -             | -             | -             | - | -     | 10    | 1     | 5     | 4   | 26.67%      | 8       | 11      | -3      | 8       |         |         |         |         |
| San Lorenzo Argentina        | Total               | Total               | -     | -    | -    | -    | -    | 10    | 1    | 5    | 4    | -     | -  | -             | -             | -             | -             | -             | - | -     | 10    | 1     | 5     | 4   | 26.67%      | 8       | 11      | -3      | 8       |         |         |         |         |
| Olimpia Honduras             | 1.ª                 | 2022-A              | 22    | 14   | 5    | 3    | 1.º  | -     | -    | -    | -    | 8     | 5  | 3             | 0             | 1.ª           | -             | -             | - | -     | 30    | 19    | 8     | 3   | 72.22%      | 48      | 19      | +29     | 65      |         |         |         |         |
| Olimpia Honduras             | 1.ª                 | 2023-C              | 22    | 13   | 8    | 1    | 1.º  | -     | -    | -    | -    | 2     | 1  | 0             | 1             | 1/8           | -             | -             | - | -     | 24    | 14    | 8     | 2   | 69.44%      | 49      | 21      | +28     | 50      |         |         |         |         |
| Olimpia Honduras             | 1.ª                 | 2023-A              | 22    | 18   | 4    | 0    | 1.º  | -     | -    | -    | -    | 4     | 2  | 1             | 1             | FG            | -             | -             | - | -     | 26    | 20    | 5     | 1   | 83.33%      | 60      | 19      | +41     | 65      |         |         |         |         |
| Olimpia Honduras             | 1.ª                 | 2024-C              | 24    | 12   | 8    | 4    | 1.º  | -     | -    | -    | -    | -     | -  | -             | -             | -             | -             | -             | - | -     | 24    | 12    | 8     | 4   | 61.11%      | 48      | 25      | +23     | 44      |         |         |         |         |
| Olimpia Honduras             | 1.ª                 | 2024-A              | 22    | 12   | 7    | 3    | 2.º  | -     | -    | -    | -    | 4     | 2  | 1             | 1             | FG            | -             | -             | - | -     | 26    | 14    | 8     | 4   | 64.11%      | 53      | 22      | +31     | 50      |         |         |         |         |
| Olimpia Honduras             | Total               | Total               | 213   | 135  | 53   | 25   | -    | -     | -    | -    | -    | 35    | 18 | 9             | 8             | -             | -             | -             | - | -     | 248   | 153   | 62    | 33  | 70.02%      | 484     | 194     | +290    | 521     |         |         |         |         |
| Instituto Argentina          | 1.ª                 | 2025-A              | 12    | 3    | 2    | 7    | Inc. | 1     | 1    | 0    | 0    | -     | -  | -             | -             | -             | -             | -             | - | -     | 13    | 4     | 2     | 7   | 35.9%       | 13      | 15      | -2      | 14      |         |         |         |         |
| Instituto Argentina          | Total               | Total               | 12    | 3    | 2    | 7    | -    | 1     | 1    | 0    | 0    | -     | -  | -             | -             | -             | -             | -             | - | -     | 13    | 4     | 2     | 7   | 35.9%       | 13      | 15      | -2      | 14      |         |         |         |         |
| Banfield Argentina           | 1.ª                 | 2025-A              | 1     | 1    | 0    | 0    | 13.º | -     | -    | -    | -    | -     | -  | -             | -             | -             | -             | -             | - | -     | 1     | 1     | 0     | 0   | 100%        | 3       | 1       | +2      | 3       |         |         |         |         |
| Banfield Argentina           | 1.ª                 | 2025-C              | 5     | 2    | 1    | 2    | -    | 1     | 0    | 0    | 1    | -     | -  | -             | -             | -             | -             | -             | - | -     | 6     | 2     | 1     | 3   | 38.89%      | 7       | 10      | -3      | 7       |         |         |         |         |
| Banfield Argentina           | Total               | Total               | 6     | 3    | 1    | 2    | -    | 1     | 0    | 0    | 1    | -     | -  | -             | -             | -             | -             | -             | - | -     | 7     | 3     | 1     | 3   | 47.62%      | 10      | 11      | -1      | 10      |         |         |         |         |
| Total en su carrera          | Total en su carrera | Total en su carrera | 756   | 365  | 197  | 194  | -    | 27    | 8    | 13   | 6    | 71    | 28 | 16            | 27            | -             | 5             | 2             | 0 | 3     | 859   | 403   | 226   | 230 | 55.69%      | 1249    | 877     | +372    | 1435    |         |         |         |         |
| 1. 2. 3.                     |                     |                     |       |      |      |      |      |       |      |      |      |       |    |               |               |               |               |               |   |       |       |       |       |     |             |         |         |         |         |         |         |         |         |

#### Resumen por competencias
| Competición                      | Partidos | Ganados | Empatados | Perdidos | %      | Resultado      |
| -------------------------------- | -------- | ------- | --------- | -------- | ------ | -------------- |
| Primera B Nacional               | 105      | 45      | 32        | 28       | 53.02% | Subcampeón     |
| Primera División de Argentina    | 306      | 116     | 80        | 110      | 46.62% | Subcampeón     |
| Copa Argentina                   | 18       | 7       | 9         | 2        | 55.56% | Subcampeón     |
| Copa de la Liga Profesional      | 9        | 1       | 4         | 4        | 25.92% | 10.º lugar     |
| Primera División de Paraguay     | 87       | 49      | 16        | 22       | 62.45% | Campeón        |
| Primera División de Perú         | 50       | 22      | 16        | 12       | 54.67% | 4.º lugar      |
| Liga Nacional de Honduras        | 213      | 135     | 53        | 25       | 71.67% | Campeón        |
| Copa Libertadores                | 18       | 4       | 3         | 11       | 27.78% | Fase de grupos |
| Copa Sudamericana                | 18       | 6       | 4         | 8        | 40.74% | Semifinales    |
| Liga Concacaf                    | 18       | 11      | 5         | 2        | 70.37% | Campeón        |
| Copa Centroamericana de Concacaf | 8        | 4       | 2         | 2        | 58.33% | Fase de grupos |
| Liga de Campeones de la Concacaf | 9        | 3       | 2         | 4        | 40.74% | Semifinales    |
| Total                            | 859      | 403     | 226       | 230      | 55.69% | 10 Títulos     |

## Palmarés

### Como jugador

#### Campeonatos nacionales
| Título                       | Club          | País      | Año     |
| ---------------------------- | ------------- | --------- | ------- |
| Primera División             | River Plate   | Argentina | 1985-86 |
| Torneo Apertura de Primera C | Villa Dálmine | Argentina | 2002    |

#### Campeonatos internacionales
| Título            | Club        | Sede         | Año  |
| ----------------- | ----------- | ------------ | ---- |
| Copa Libertadores | River Plate | Buenos Aires | 1986 |

### Como entrenador

#### Campeonatos nacionales
| Título            | Club          | País     | Año    |
| ----------------- | ------------- | -------- | ------ |
| Primera División  | Cerro Porteño | Paraguay | A-2009 |
| Liga Nacional (8) | Olimpia       | Honduras | A-2019 |
| Liga Nacional (8) | Olimpia       | Honduras | A-2020 |
| Liga Nacional (8) | Olimpia       | Honduras | C-2021 |
| Liga Nacional (8) | Olimpia       | Honduras | A-2021 |
| Liga Nacional (8) | Olimpia       | Honduras | A-2022 |
| Liga Nacional (8) | Olimpia       | Honduras | C-2023 |
| Liga Nacional (8) | Olimpia       | Honduras | A-2023 |
| Liga Nacional (8) | Olimpia       | Honduras | C-2024 |

#### Campeonatos internacionales
| Título        | Club    | Sede     | Año  |
| ------------- | ------- | -------- | ---- |
| Liga Concacaf | Olimpia | Alajuela | 2022 |

## Televisión
Desde el 9 de junio al 12 de julio de 2014 formó parte del programa Concentrados Mundial del canal de deporte DeporTV.